# Джексон-Коэн, Оливер
Оливер Мансур Джексон-Коэн (англ. Oliver Mansour Jackson-Cohen; род. 24 октября 1986 года в Лондоне) — английский актёр и модель. Наиболее известен по роли Киллера в фильме «Быстрее пули», Джонатана Харкера в телесериале «Дракула» и Люка Крейна в телесериале «Призрак».

## Биография
Оливер Джексон-Коэн родился в Вестминстере в семье англичанки Бетти Джексон, модного дизайнера, и Девида Коэна, выходца из франко-еврейской семьи, который одновременно являлся деловым партнером его матери. Так как его отец был наполовину французом, Оливер начал учиться во французской школе и до сих пор говорит с легким французским акцентом.
После окончания школы Оливер начал осваивать актёрское мастерство, но для него это было лишь хобби, он не планировал становиться актёром. Он посещал театральную труппу Янгблада по выходным, а в остальные дни ходил на прослушивания. Чтобы заработать денег, во время кастингов ему приходилось подрабатывать в лавке флориста, помогая хозяину мыть цветочные вазы. Пытался поступить в лондонскую школу драмы, но провалился и тогда поступил в Институт театра и кино Ли Страсберга, планируя проучиться там год, чтобы набраться опыта и снова попытаться поступить в Лондоне, но через четыре месяца после начала учёбы он ушёл из института, потому что получил первую роль.
Дебютировал на телевидении в 2002 году в эпизоде сериала «Холлиокс». В 2010 году выходит фильм с его участием — «Быстрее пули». В 2012 году Оливер сыграл в фильме «Ворон». В 2013 году снялся в сериале «Дракула».
Номинирован на премию «AACTA Award 2016» в категории «Лучший актёр в телевизионной драме» за роль в сериале «Тайная река».
Джексон-Коэн живёт в Лондоне. В течение нескольких лет у него были отношения с Джессикой Де Гау, его партнершей по фильму «Дракула».

## Фильмография
| Год          |     | Русское название            | Оригинальное название                  | Роль                  |
| ------------ | --- | --------------------------- | -------------------------------------- | --------------------- |
| 2002         | с   | Холлиокс                    | Hollyoaks                              | Жан-Пьер              |
| 2007         | с   | Время вашей жизни           | The Time of Your Life                  | Маркус                |
| 2008         | с   | Чуть свет — в Кэндлфорд     | Lark Rise to Candleford                | Филлип Уайт           |
| 2008         | с   | Раскопки                    | Bonekickers                            | Кольм                 |
| 2008         | ф   | Кузнецы на крыше            | The Rooftopsmiths                      | Маркус                |
| 2010         | ф   | На расстоянии любви         | Going the Distance                     | Деймон                |
| 2010         | ф   | Быстрее пули                | Faster                                 | Киллер                |
| 2011         | с   | Уилл и Кейт                 | Will & Kate: Before Happily Ever After | принц Уильям          |
| 2011         | ф   | Сколько у тебя?             | What's Your Number?                    | Эдди                  |
| 2012         | кор | Дестини                     | Destinée                               | Ник                   |
| 2012         | ф   | Ворон                       | The Raven                              | Кантрелл              |
| 2012         | с   | Мир без конца               | World Without End                      | Ральф                 |
| 2013         | с   | Мистер Селфридж             | Mr Selfridge                           | Родерик (Родди) Темпл |
| 2013         | с   | Дракула                     | Dracula                                | Джонатан Харкер       |
| 2014         | с   | Большой пожар               | The Great Fire                         | Джеймс                |
| 2015         | с   | Тайная река                 | The Secret River                       | Уильям Торнхилл       |
| 2015         | ф   | Несмотря на падающий снег   | Despite the Falling Snow               | Миша                  |
| 2016         | ф   | Целитель                    | The Healer                             | Алек                  |
| 2017         | с   | Изумрудный город            | Emerald City                           | Лукас                 |
| 2017         | с   | Мужчина в оранжевой рубашке | Man in an Orange Shirt                 | Майкл Берримен        |
| 2018         | с   | Призраки дома на холме      | The Haunting of Hill House             | Люк Крейн             |
| 2020         | ф   | Человек-невидимка           | The Invisible Man                      | Эдриан Гриффин        |
| 2021         | ф   | Незнакомая дочь             | The Lost Daughter                      | Тони                  |
| 2022 — н. в. | с   | На поверхности              | Surface                                | Джеймс Эллис          |
| 2022         | ф   | Эмили                       | Emily                                  | Уильям Уэйтман        |
| 2023         | с   | Пустошь                     | Wilderness                             | Уильям Тейлор         |
| 2023         | ф   | Драйвер                     | Jackdaw                                | Джек Досон            |